# Sapeaçu
Sapeaçu este un oraș în statul Bahia (BA) din Brazilia.